# Émagny
Émagny est une commune française située dans le département du Doubs, la région culturelle et historique de Franche-Comté et la région administrative Bourgogne-Franche-Comté.
Les habitants se nomment les Émagnynais et Émagnynaises.

## Géographie

### Description
Émagny est un village périurbain de Franche Comté situé dans la vallée de l'Ognon à environ 17 kilomètres au nord-ouest de Besançon, à 37 km au nord-est de Dole et à 26 km au sud-est de Gray.

### Hydrographie
Le nord du territoire communal est limité par le cours de l'Ognon, un affluent gauche de la Saône et donc un sous-affluent du Rhône.

### Climat
Pour des articles plus généraux, voir Climat de la Bourgogne-Franche-Comté et Climat du Doubs.
En 2010, le climat de la commune est de type climat des marges montargnardes, selon une étude du Centre national de la recherche scientifique s'appuyant sur une série de données couvrant la période 1971-2000. En 2020, Météo-France publie une typologie des climats de la France métropolitaine dans laquelle la commune est exposée à un climat semi-continental et est dans une zone de transition entre les régions climatiques « Lorraine, plateau de Langres, Morvan » et « Jura ».
Pour la période 1971-2000, la température annuelle moyenne est de 10,4 °C, avec une amplitude thermique annuelle de 17,5 °C. Le cumul annuel moyen de précipitations est de 1 023 mm, avec 12,8 jours de précipitations en janvier et 9 jours en juillet. Pour la période 1991-2020, la température moyenne annuelle observée sur la station météorologique de Météo-France la plus proche, « Dannemarie-sur-Crète », sur la commune de Dannemarie-sur-Crète à 12 km à vol d'oiseau, est de 11,3 °C et le cumul annuel moyen de précipitations est de 1 066,6 mm. 
La température maximale relevée sur cette station est de 39,9 °C, atteinte le 25 juillet 2019 ; la température minimale est de −22 °C, atteinte le 9 janvier 1985,,.
Les paramètres climatiques de la commune ont été estimés pour le milieu du siècle (2041-2070) selon différents scénarios d'émission de gaz à effet de serre à partir des nouvelles projections climatiques de référence DRIAS-2020. Ils sont consultables sur un site dédié publié par Météo-France en novembre 2022.

## Urbanisme

### Typologie
Au 1er janvier 2024, Émagny est catégorisée bourg rural, selon la nouvelle grille communale de densité à 7 niveaux définie par l'Insee en 2022.
Elle est située hors unité urbaine. Par ailleurs la commune fait partie de l'aire d'attraction de Besançon, dont elle est une commune de la couronne,. Cette aire, qui regroupe 310 communes, est catégorisée dans les aires de 200 000 à moins de 700 000 habitants,.

### Occupation des sols
L'occupation des sols de la commune, telle qu'elle ressort de la base de données européenne d’occupation biophysique des sols Corine Land Cover (CLC), est marquée par l'importance des territoires agricoles (78 % en 2018), en augmentation par rapport à 1990 (74,6 %). La répartition détaillée en 2018 est la suivante : 
terres arables (58,4 %), forêts (15,1 %), prairies (14,2 %), zones urbanisées (6,9 %), zones agricoles hétérogènes (5,4 %). L'évolution de l’occupation des sols de la commune et de ses infrastructures peut être observée sur les différentes représentations cartographiques du territoire : la carte de Cassini (XVIIIe siècle), la carte d'état-major (1820-1866) et les cartes ou photos aériennes de l'IGN pour la période actuelle (1950 à aujourd'hui).

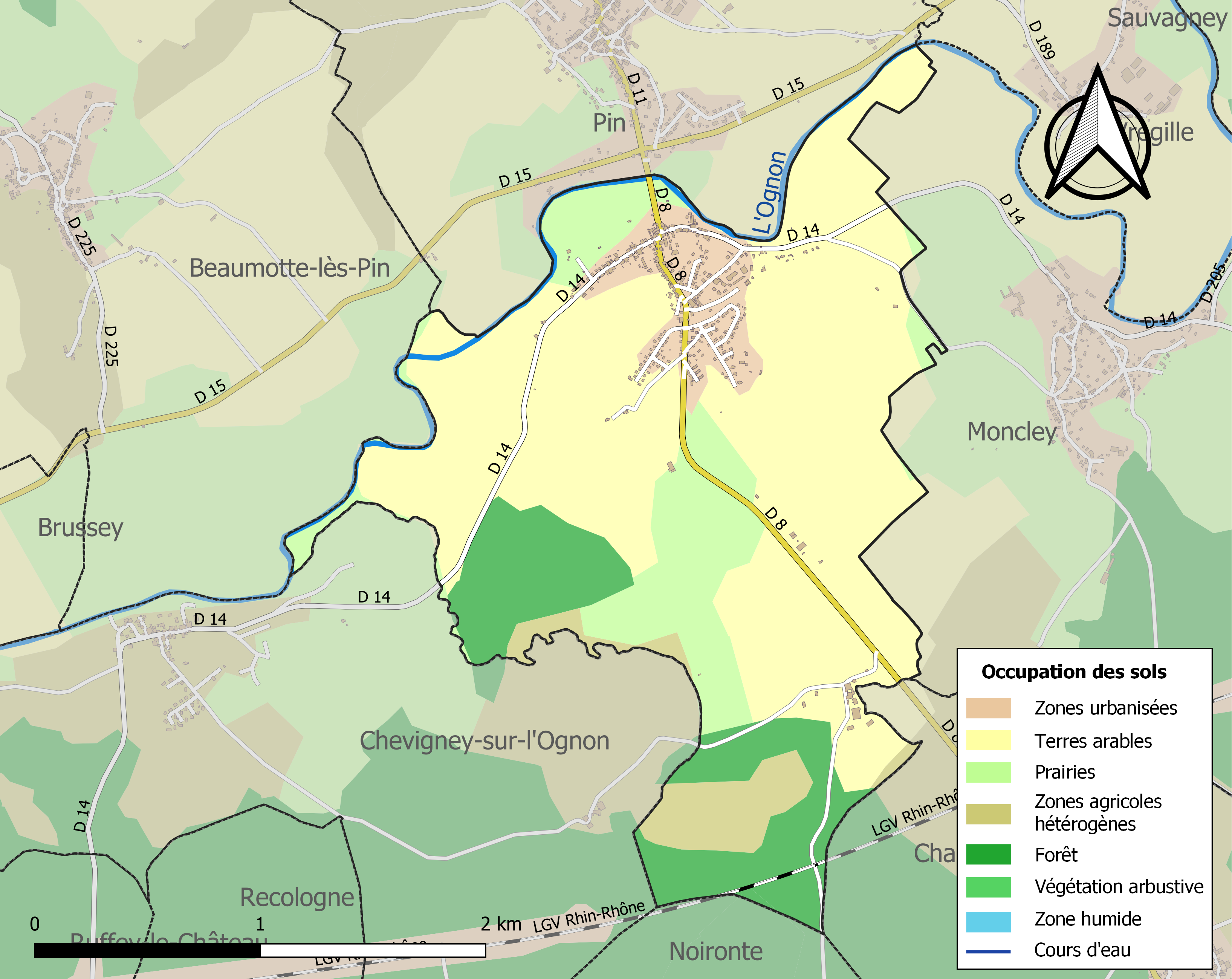
Carte des infrastructures et de l'occupation des sols de la commune en 2018 (CLC).

### Émagny et Pin
Émagny n'a jamais eu d'église ni de cimetière. En revanche, Émagny et Pin possèdent leurs propres monuments aux morts. Le vide-grenier se tient le troisième dimanche de juin à Émagny à l'occasion de la fête des pères. Le feu d'artifice de la Fête nationale est tiré le 13 juillet depuis Pin. Des animations comme le Téléthon se déroulent à Pin. Les liens ont toujours été très forts entre les habitants des deux communes, Émagny ayant fait partie de la paroisse de Pin l'émagny. Cependant les deux villages furent de tout temps administrativement séparés.

## Toponymie
Amagniz en 1271 ; Les Magny-lez-Pin en 1524 ; Lez Magny en 1594 ; Emagny-les-Pin en 1617.

## Histoire
La première mention d'Émagny date de 1139, dans le registre des possessions du Prieuré Notre-Dame de Bellefontaine. Ce dernier possède plus d'un tiers de l'actuel territoire de la commune. Durant tout le Moyen Âge, jusqu'à la Révolution, les conflits sont nombreux entre les habitants du village et la communauté de Bellefontaine. 
XIXe siècle
Durant le Directoire, la population principalement catholique est hostile au nouveau régime. En 1798 l'abbé Gallier est déporté. Le 18 fructidor de l'An VII (4 septembre 1799), l'administrateur adjoint est destitué comme ennemi de l'État.
Le 18 février 1851, la commune se voit construire sa propre école primaire.
La Guerre franco-allemande de 1870 n'affecte pas le village.
En 1878 est mise en service la ligne de Montagney à Miserey par la Compagnie des chemins de fer de Paris à Lyon et à la Méditerranée, une ligne de chemin de fer à voie unique permettant de relier Besançon à Gray par Marnay. La gare d'Émagny facilitait le déplacement des habitants et le transport des marchandises. Le trafic des voyageurs a cessé en 1940, et le service des marchandises en 1957.
Début du XXe siècle

Émagny au tout début du XXe siècle
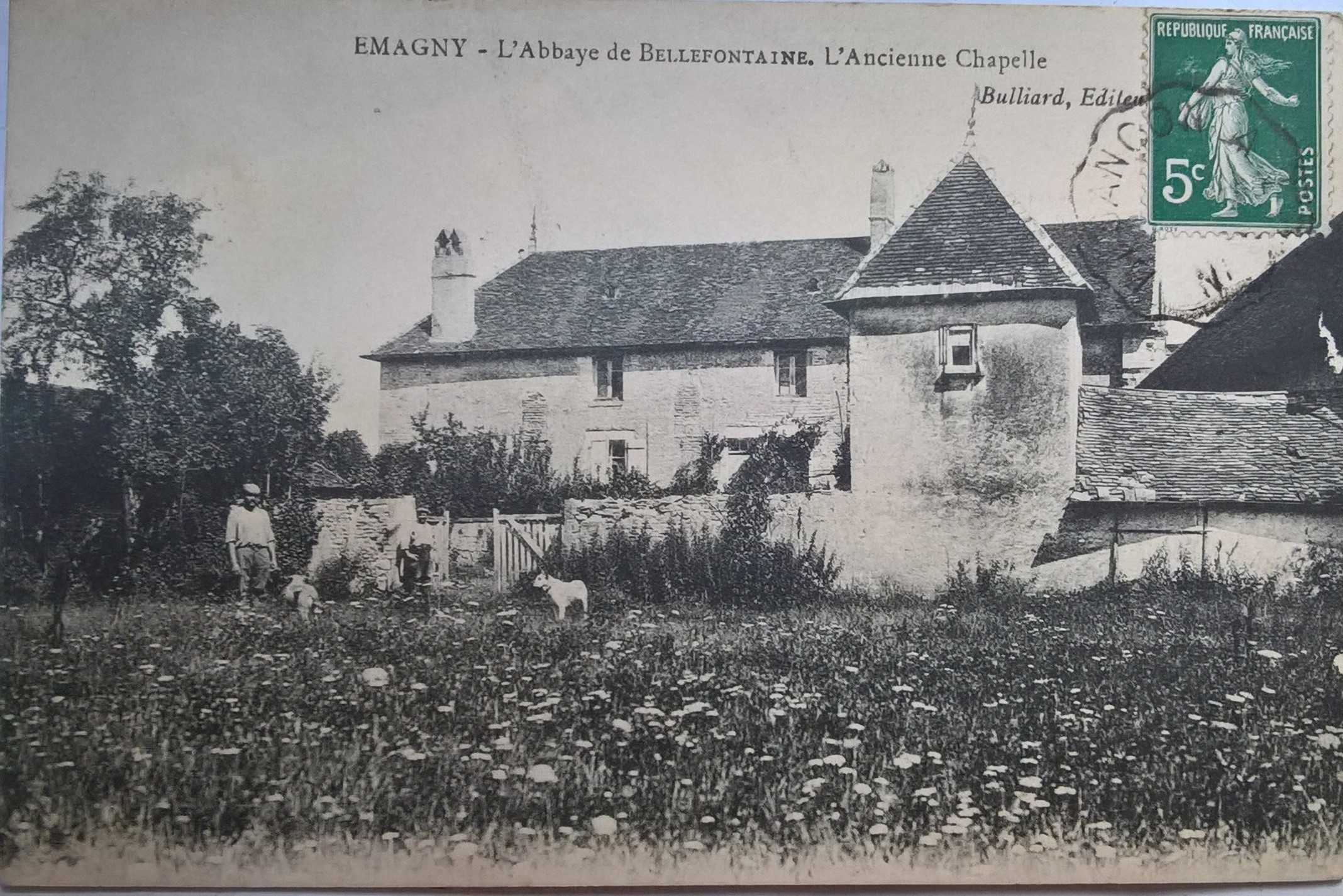
La chapelle du Prieuré Notre-Dame de Bellefontaine’
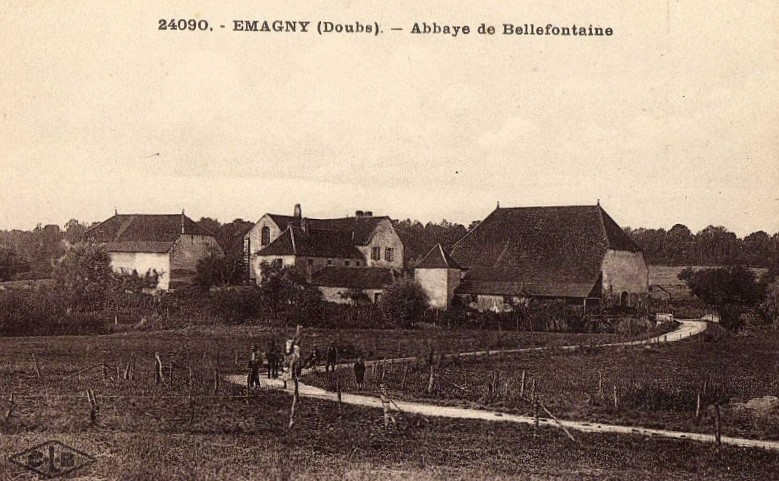
Le prieuré

La Première Guerre mondiale cause la mort de huit  habitants.
Seconde Guerre mondiale
Le 9 septembre 1944, l'armée allemande se replie sur la rive droite de l'Ognon avant de faire sauter le pont séparant Pin et Émagny. Les batteries d'artillerie américaine font alors feu sur le village ce qui cause des dégâts et tue trois habitants. Monsieur Pasquier, maire d'Émagny, va à leur rencontre au péril de sa vie. Il indique aux artilleurs les positions ennemies afin de faire cesser le bombardement.

## Politique et administration

### Rattachements administratifs et électoraux
La commune fait partie de l'arrondissement de Besançon du département du Doubs, en région Bourgogne-Franche-Comté. Pour l'élection des députés, elle dépend de la première circonscription du Doubs.
La commune faisait partie depuis 1801 du canton d'Audeux. Dans le cadre du redécoupage cantonal de 2014 en France, la commune fait désormais partie du canton de Saint-Vit.

### Intercommunalité
La commune faisait partie de la Communauté de communes des Rives de l'Ognon créée le 9 décembre 2002. Celle-ci a fusionné avec une autre pour former, le 1er janvier 2014 la communauté de communes du Val marnaysien, située principalement en Haute-Saône et en partie dans le département du Doubs, dont la commune est désormais membre.

### Liste des maires
| Période                                  | Période                       | Identité         | Étiquette | Qualité |
| ---------------------------------------- | ----------------------------- | ---------------- | --------- | --- |
| Les données manquantes sont à compléter. |                               |                  |           | |
| avant 1944                               |                               | M. Pasquier      |           | |
| Les données manquantes sont à compléter. |                               |                  |           | |
| mai 1989                                 | octobre 2007                  | Géry Tronçon     |           | |
| octobre 2007                             | mars 2008                     | Maurice Midey    |           | |
| mars 2008                                | décembre 2012                 | Carole Fahy      |           | Démissionnaire |
| février 2013                             | 1er septembre 2019            | Joël Berger      | PS        | Docteur en sciences Professeur d'université Vice-président de l'Université de Franche-Comté[Quand ?] Décédé en fonction |
| novembre 2019                            | En cours (au 15 janvier 2021) | Martial Dardelin |           | Réélu pour le mandat 2020-2026,                                                                                         |

## Population et société

### Démographie
Évolution démographique
L'évolution du nombre d'habitants est connue à travers les recensements de la population effectués dans la commune depuis 1793. Pour les communes de moins de 10 000 habitants, une enquête de recensement portant sur toute la population est réalisée tous les cinq ans, les populations de référence des années intermédiaires étant quant à elles estimées par interpolation ou extrapolation. Pour la commune, le premier recensement exhaustif entrant dans le cadre du nouveau dispositif a été réalisé en 2008.

En 2022, la commune comptait 620 habitants, en évolution de +4,91 % par rapport à 2016 (Doubs : +1,88 %, France hors Mayotte : +2,11 %).
| 1793 | 1800 | 1806 | 1821 | 1831 | 1836 | 1841 | 1846 | 1851 |
| ---- | ---- | ---- | ---- | ---- | ---- | ---- | ---- | ---- |
| 159  | 276  | 234  | 208  | 247  | 253  | 235  | 230  | 227  |

| 1856 | 1861 | 1866 | 1872 | 1876 | 1881 | 1886 | 1891 | 1896 |
| ---- | ---- | ---- | ---- | ---- | ---- | ---- | ---- | ---- |
| 217  | 195  | 227  | 206  | 274  | 226  | 240  | 226  | 212  |

| 1901 | 1906 | 1911 | 1921 | 1926 | 1931 | 1936 | 1946 | 1954 |
| ---- | ---- | ---- | ---- | ---- | ---- | ---- | ---- | ---- |
| 220  | 223  | 223  | 263  | 278  | 281  | 285  | 356  | 316  |

| 1962 | 1968 | 1975 | 1982 | 1990 | 1999 | 2006 | 2008 | 2013 |
| ---- | ---- | ---- | ---- | ---- | ---- | ---- | ---- | ---- |
| 333  | 419  | 411  | 456  | 511  | 563  | 600  | 610  | 592  |

| 2018 | 2022 | - | - | - | - | - | - | - |
| ---- | ---- | - | - | - | - | - | - | - |
| 596  | 620  | - | - | - | - | - | - | - |

Naissances
Nombre de naissances[réf. nécessaire] :
- 1999 = 10
- 2000 = 11
- 2001 = 05
- 2002 = 07
- 2003 = 12
- 2004 = 14
- 2005 = 9
- 2006 = 10

### Médias et numérique
Le quotidien régional L'Est républicain relate les actualités de la commune dans son édition locale de Besançon. La chaîne de télévision France 3 Franche-Comté et la station de radio France Bleu Besançon relaient les informations locales.

### Cultes
Émagny ne dispose d'aucun lieu de culte, l'église fréquentée historiquement par les fidèles étant l'église catholique Saint-Martin du village voisin de Pin. Au sein du diocèse de Besançon, le doyenné de Banlieue - Val de l'Ognon regroupe six paroisses dont celle des Rives de l'Ognon à laquelle appartient Émagny. Pour les autres confessions, les lieux de cultes les plus proches (mosquées, synagogue, temple) sont tous situés à Besançon.

## Économie
Au sein de la commune, on trouve différents commerces et services[Quand ?] : un buraliste, une boucherie-charcuterie, une pharmacie, un cabinet médical, une école primaire et maternelle, deux garagistes, un restaurant et un bar-restaurant.

## Culture locale et patrimoine

### Lieux et monuments
- Le Prieuré Notre-Dame de Bellefontaine,
- La fontaine-lavoir circulaire,
- Le pont sur l'Ognon

En 1996, ces deux monuments ont inspiré les élèves de l'école primaire pour élaborer le logo de la mairie encore utilisé à ce jour dans la correspondance.
- La plateforme de l'ancienne ligne de Montagney à Miserey, acquise par la communauté de communes du Val marnaysien, a été réaménagée et est devenue une voie verte qui permet aux piétons et cyclistes de relier Moncley  à Marnay, les ponts sur l'Ognon ayant été restaurés en 2019[30]

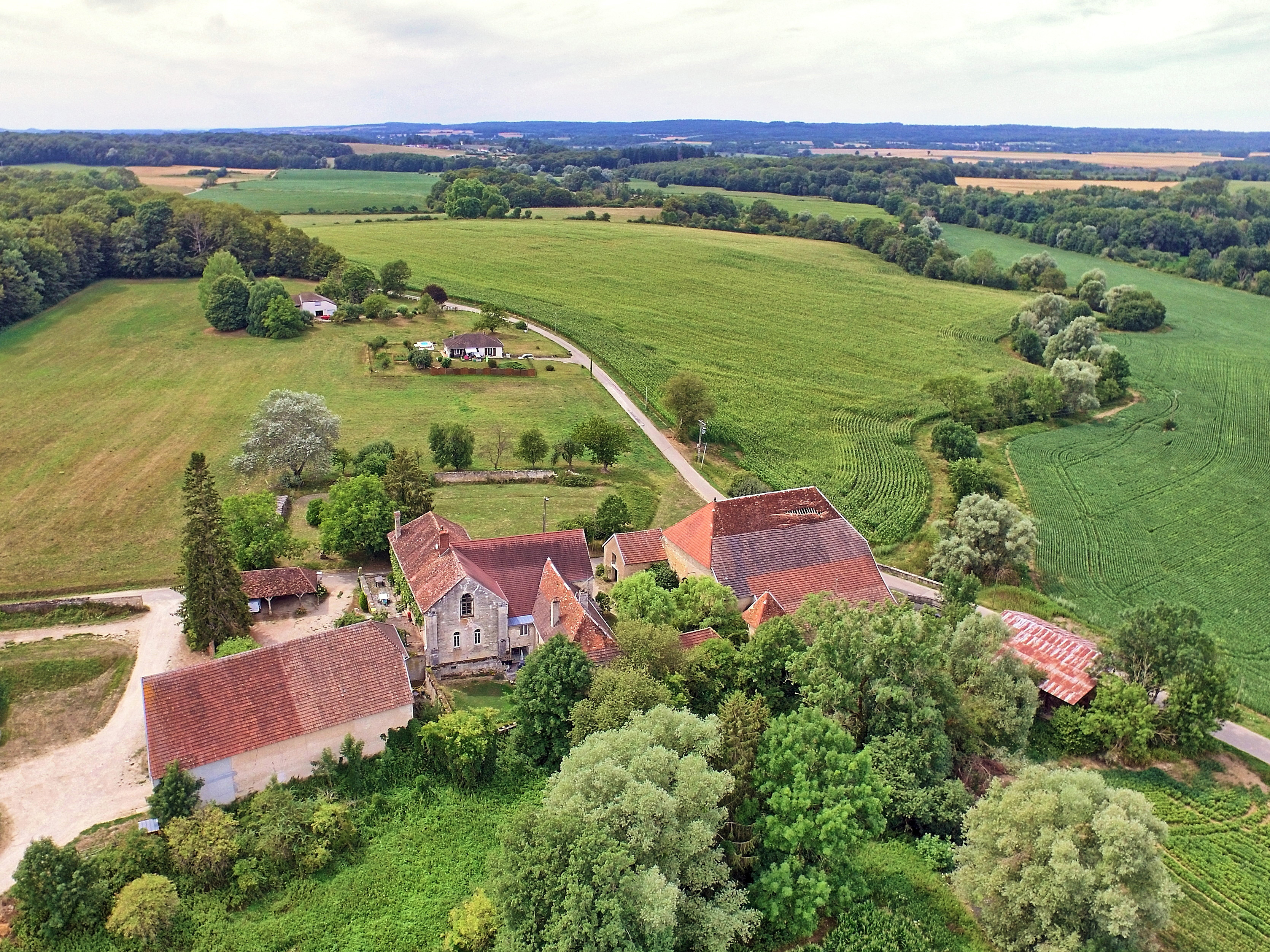
L'ancien prieuré de Bellefontaine.
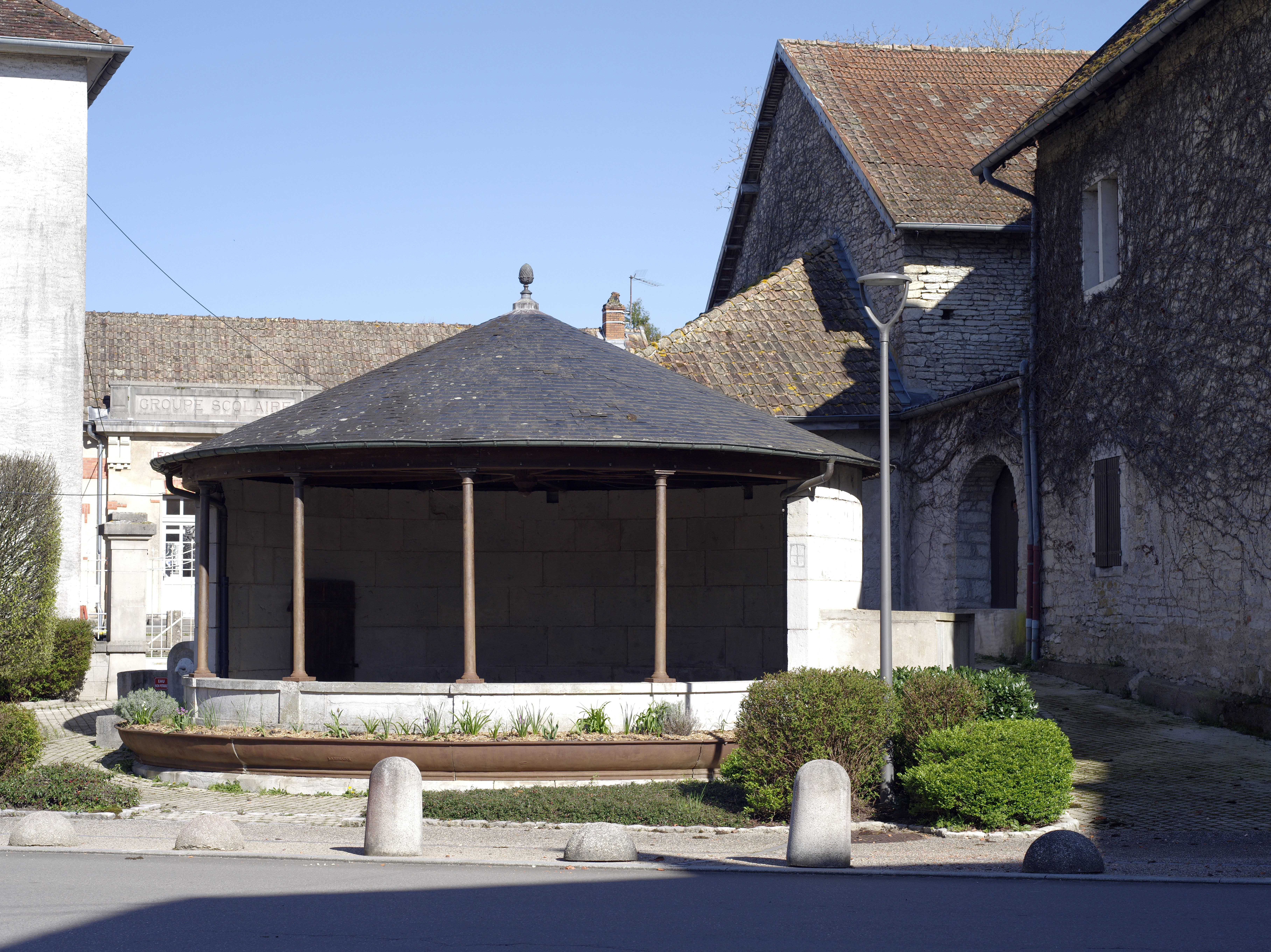
le lavoir-abreuvoir.
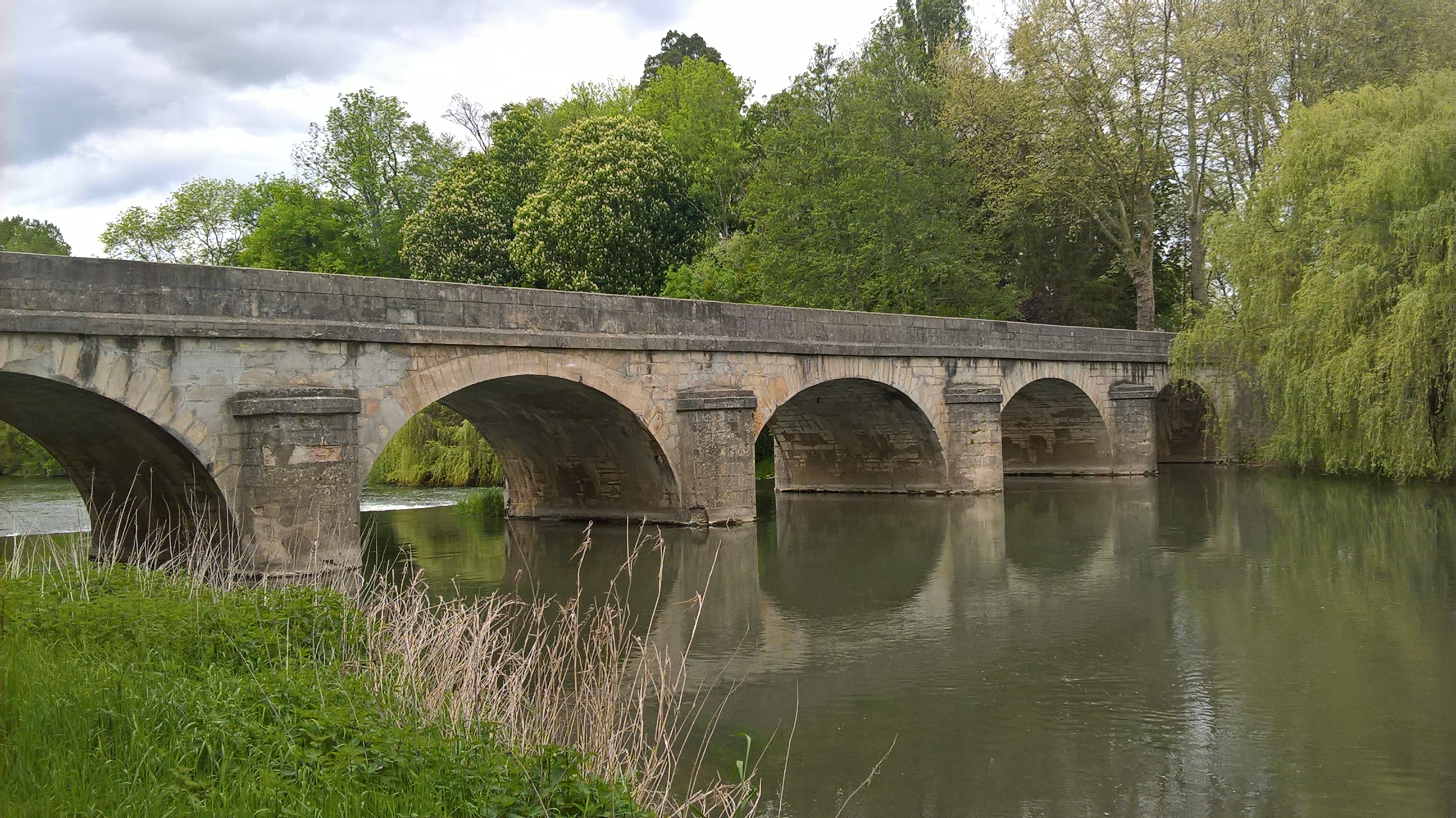
Pont sur l'Ognon.
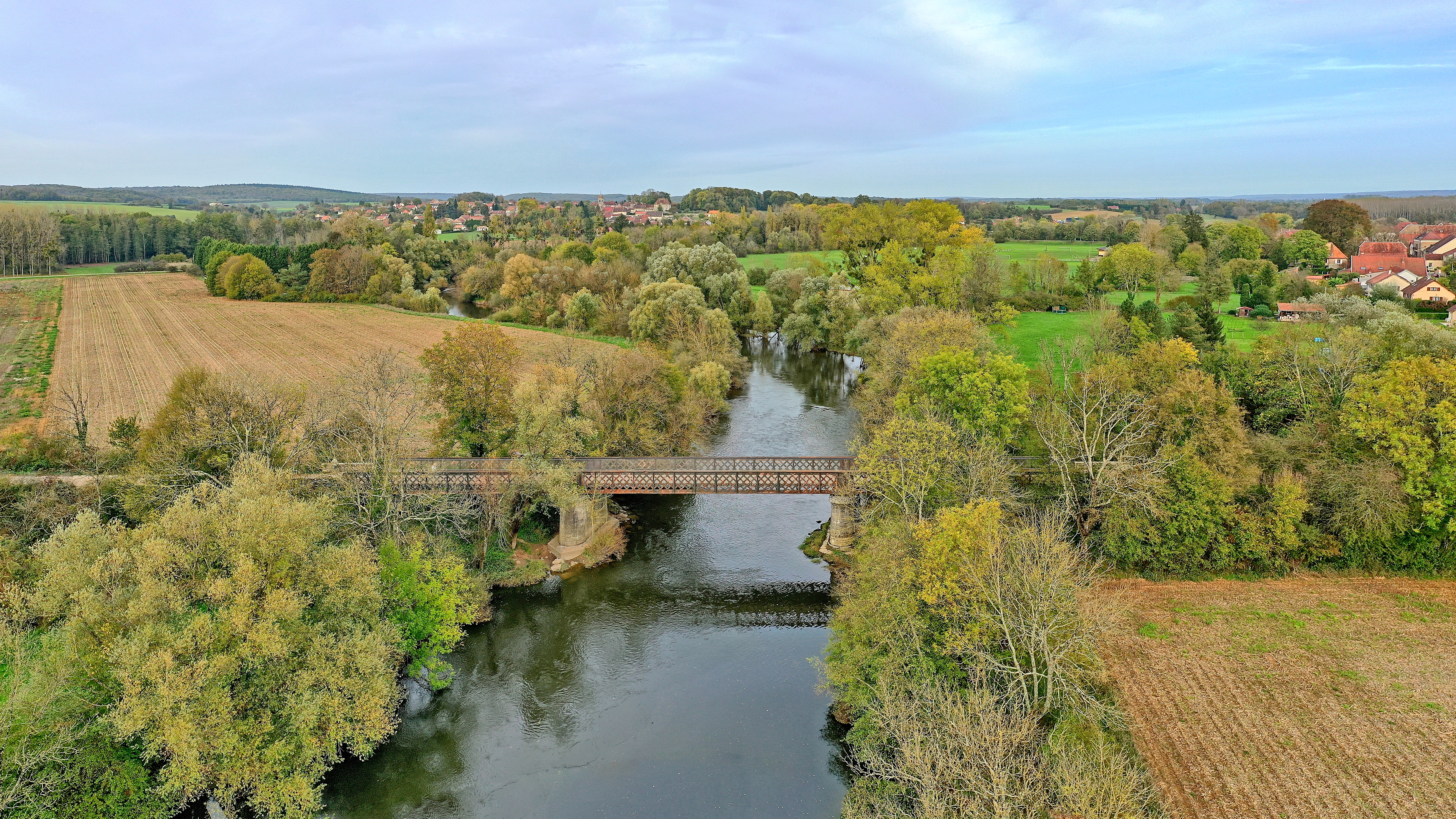
L'ancien pont ferroviaire.
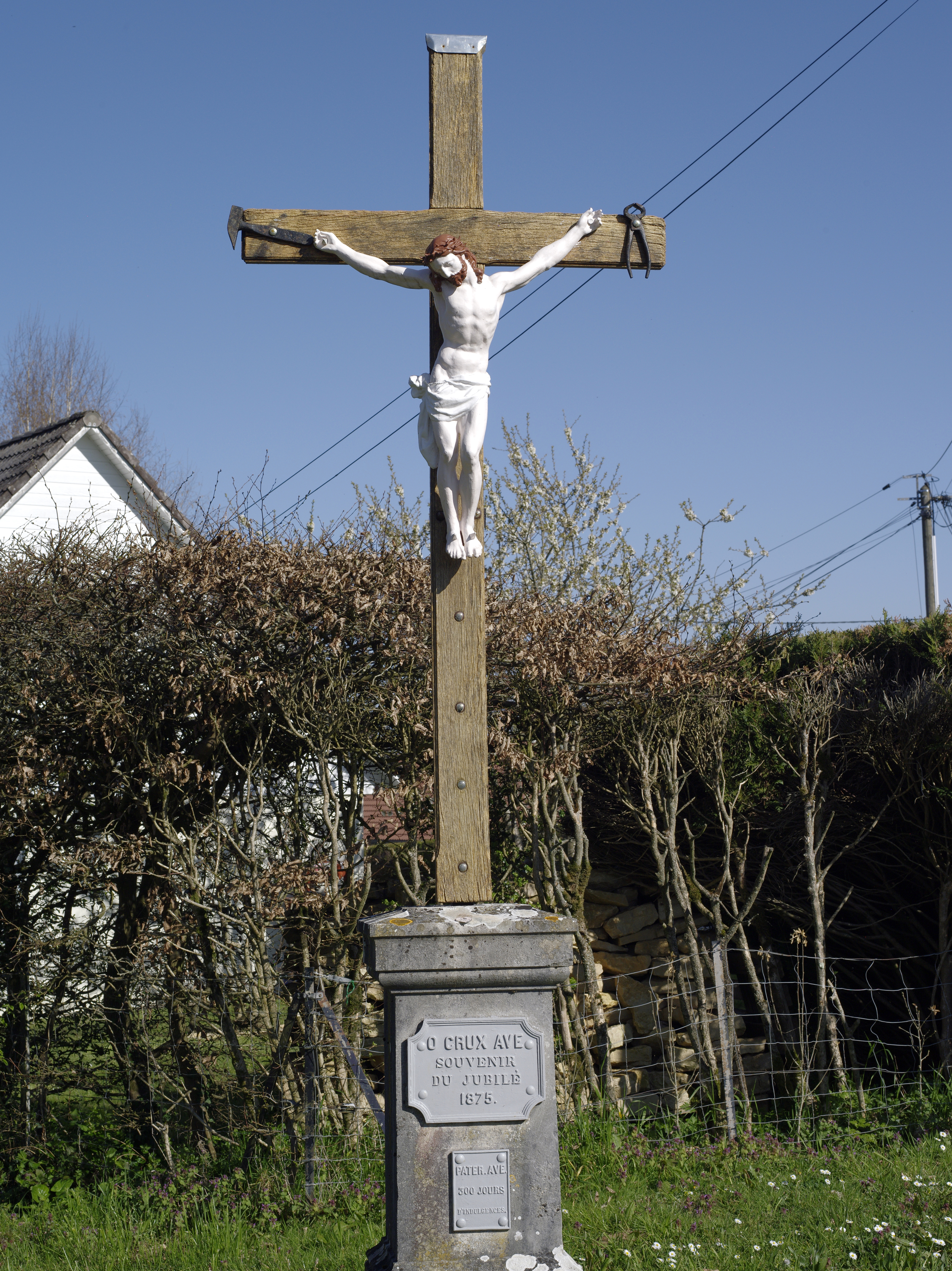
calvaire croix de mission.

### Personnalités liées à la commune
- Charles Rossignol (1920-1944), résistant français, Compagnon de la Libération. Né et inhumé dans le village voisin de Pin, il a vécu à Émagny où son nom est inscrit sur le Monument aux Morts. Une rue y a également été baptisée en son honneur.